# 东大街街道 (汉中市)

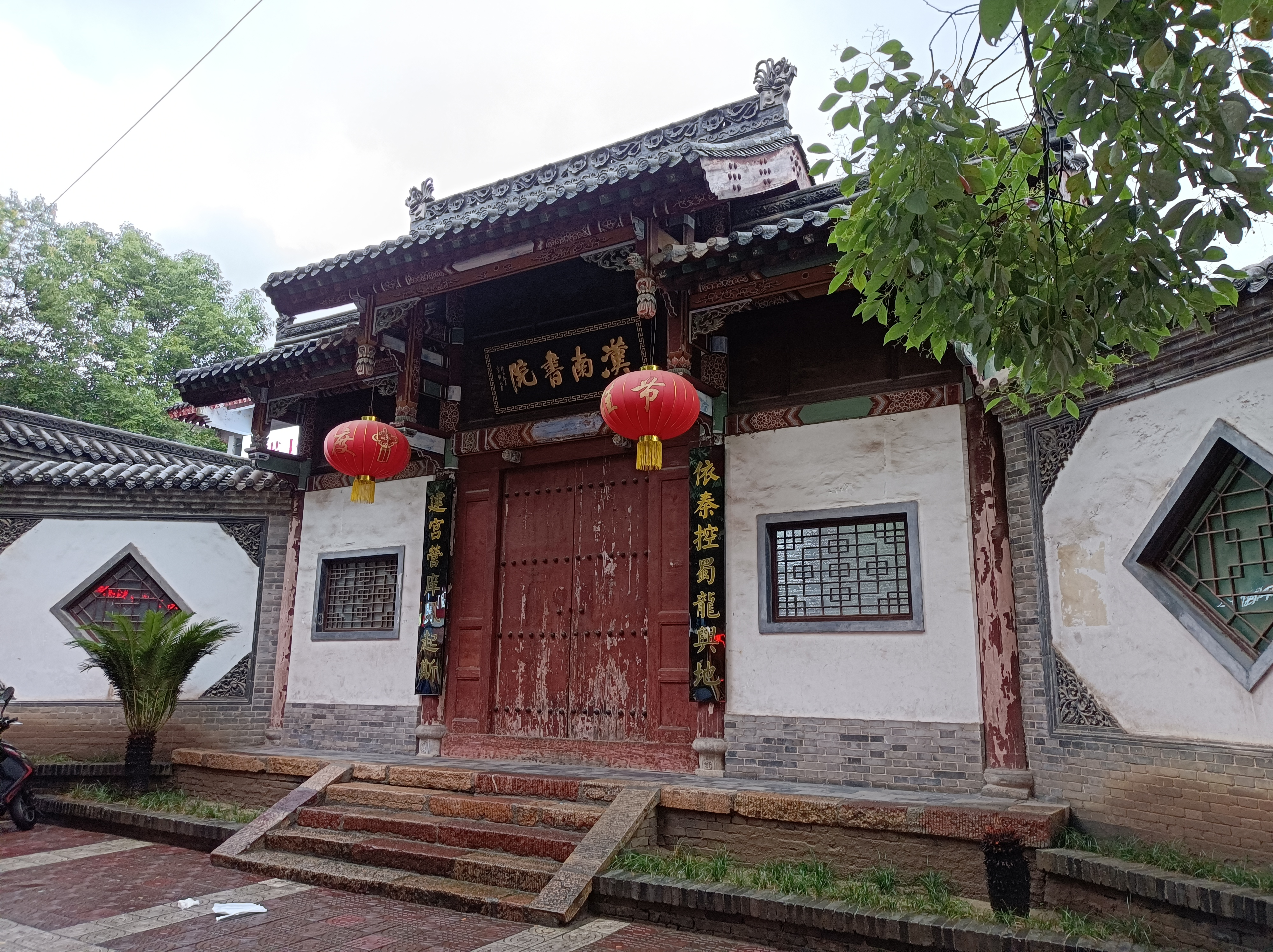
境内的汉中中学旧址——汉南书院，2021年拍摄。

东大街街道，是中华人民共和国陕西省汉中市汉台区下辖的一个街道办事处。

## 行政区划
东大街街道下辖以下地区：
莲湖社区、东大街社区、莲花池社区、北街口社区、北大街社区、虎头桥社区和新星街社区。